# Szóstak duński
Szóstak duński (duń. søsling, l.mn. søslingen) - dawna moneta duńska wartości 6 fenigów, czyli pół szylinga. 
Szóstak po raz pierwszy wybity został w 1424 roku. Ważył wtedy 1,35 grama i przy próbie 11 i 1/4 łuta (czyli około 703‰) zawierał 0,95 gramów czystego srebra. Z biegiem czasu wraz z dewaluacją feniga szóstak zawierał coraz mniejszą ilość srebra, zachowując przy tym w większości przypadków ogólna wagę w zakresie 1 - 1,5 grama.

## Literatura
- Zbigniew Żabiński, Rozwój systemów pieniężnych w Europie zachodniej i północnej, Zakład Narodowy Imienia Ossolińskich - Wydawnictwo, Wrocław 1989, ISBN 83-04-02992-8